# فهرست شهرستان‌های استان اردبیل
در سال ۱۳۹۵ جمعیت این استان ۱٬۲۷۰٬۴۲۰ نفر بوده است. پر جمعیت ترین شهرستان این استان شهرستان اردبیل می باشد. جمعیت شهرستانهای استان اردبیل بر پایه سرشماری سال‌های ۱۳۹۰ و ۱۳۹۵ خورشیدی بدین شرح است:
| ۱  | اردبیل    | اردبیل    | ۵۶۴٬۳۶۵ | ۶۰۵٬۹۹۲ | ۱۳۱۶ | ۵۶۴٬۳۶۵ | ۶۰۵٬۹۹۲ | −۶٫۸۷٪  |
| ۲  | مشگین شهر | مشگین‌شهر  | ۱۵۱٬۱۵۶ | ۱۴۹٬۹۴۱ | ۱۳۲۷ | ۱۵۱٬۱۵۶ | ۱۴۹٬۹۴۱ | +۰٫۸۱٪  |
| ۳  | پارس‌آباد  | پارس‌آباد  | ۱۷۳٬۱۸۲ | ۱۴۵٬۰۹۵ | ۱۳۷۰ | ۱۷۳٬۱۸۲ | ۱۴۵٬۰۹۵ | +۱۹٫۳۶٪ |
| ۴  | خلخال     | خلخال     | ۹۲٬۳۳۲  | ۸۶٬۷۳۱  | ۱۳۲۲ | ۹۲٬۳۳۲  | ۸۶٬۷۳۱  | +۶٫۴۶٪  |
| ۵  | نمین      | نمین      | ۶۱٬۳۳۳  | ۶۰٬۶۵۹  | ۱۳۷۵ | ۶۱٬۳۳۳  | ۶۰٬۶۵۹  | +۱٫۱۱٪  |
| ۶  | گرمی      | گرمی      | ۸۴٬۲۶۷  | ۵۶٬۴۷۳  | ۱۳۵۵ | ۸۴٬۲۶۷  | ۵۶٬۴۷۳  | +۴۹٫۲۲٪ |
| ۷  | بیله سوار | بیله سوار | ۵۸،۳۷۶  | ۵۱٬۴۰۴  | ۱۳۷۰ | ۶۲٬۴۸۳  | ۵۱٬۴۰۴  | +۲۱٫۵۵٪ |
| ۸  | اصلاندوز  | اصلاندوز  | -       | ۳۲،۵۰۶  | ۱۳۹۷ | -       |         |         |
| ۹  | نیر       | نیر       | ۲۹٬۴۸۱  | ۲۰٬۸۶۴  | ۱۳۷۶ | ۲۹٬۴۸۱  | ۲۰٬۸۶۴  | +۴۱٫۳۰٪ |
| ۱۰ | کوثر      | گیوی      | ۲۶٬۱۹۸  | ۲۲٬۱۲۷  | ۱۳۷۵ | ۲۶٬۱۹۸  | ۲۲٬۱۲۷  | +۱۸٫۴۰٪ |
| ۱۱ | انگوت     | انگوت     | -       | ۲۰٬۴۲۸  | ۱۳۹۹ | -       |         |         |
| ۱۲ | سرعین     | سرعین     | ۱۸٬۲۳۱  | ۱۸٬۲۰۰  | ۱۳۸۸ | ۱۸٬۲۳۱  | ۱۸٬۲۰۰  | +۰٫۱۷٪  |